# Giuseppe Mengoli
Giuseppe Mengoli (Collepasso, 16 de março de 1965) é um bispo católico italiano que serve como Bispo de San Severo desde 1º de março de 2023.

## Biografia
Nasceu em Collepasso, na província de Lecce e na Arquidiocese de Otranto, em 16 de março de 1965.

### Formação e Ministério Sacerdotal
Após frequentar o seminário arquidiocesano e o ensino médio no seminário regional de Taranto, transferiu-se para o Pontifício Seminário Romano, em Roma; lá, obteve a licenciatura em teologia pela Pontifícia Universidade Gregoriana e, posteriormente, o doutorado pela Pontifícia Universidade Lateranense.
Em 1º de julho de 1989, foi ordenado sacerdote na Piazza Dante Alighieri, em Collepasso, pelo Arcebispo Vincenzo Franco para a Arquidiocese de Otranto.
Após a ordenação, foi nomeado pároco assistente da paróquia de Maria Santissima Annunziata em Otranto, onde atuou de 1990 a 1992. Ao mesmo tempo, lecionou religião e teologia até 2004.
Tornou-se chanceler do arcebispo em 1991, assistente paroquial em Martano e diretor espiritual do seminário em 1992. Deixou esses cargos em 1998, quando foi nomeado pároco da paróquia de Spirito Santo em Botrugno. Em 2010, foi transferido para o mesmo cargo na paróquia de Maria Santissima Immacolata em Maglie, onde permaneceu até sua nomeação episcopal.
Foi membro do colégio de consultores, do conselho presbiteral e do conselho pastoral e, desde junho de 2018, também atua como vigário geral da Arquidiocese de Otranto.

### Ministério Episcopal
Em 1º de março de 2023, o Papa Francisco o nomeou Bispo de San Severo; ele sucedeu Giovanni Checchinato, anteriormente nomeado Arcebispo Metropolitano de Cosenza-Bisignano.
Em 16 de maio, recebeu a ordenação episcopal na Catedral de Santa Maria Annunziata, em Otranto, do Arcebispo Emérito de Otranto, Donato Negro. Seu antecessor, Arcebispo Giovanni Checchinato, e o Arcebispo Emérito de Bari-Bitonto, Francesco Cacucci, serviram como co-consagradores.
Em 31 de maio, tomou posse da diocese de San Severo.

## Brasão e lema

### Brasão
Gules partidos e azul-celeste, uma cruz latina de lírios, atravessando a divisória, acompanhada no canto direito da cabeça por três ramos de palmeira dispostos em leque e, no canto esquerdo, pelo monograma mariano encimado por uma coroa encimada por oito estrelas, cinco visíveis, todas douradas.
Escudo em forma de escudo com ornamentos externos de um bispo.

### Interpretação
As três palmas entrelaçadas sobre fundo vermelho são uma referência aos mártires de Otranto, de onde o bispo é originário, enquanto o nomograma mariano e a coroa, todos sobre fundo azul, são uma referência à Virgem Maria, padroeira da diocese de primeiro destino.
A grande cruz central pretende representar a centralidade da Redenção realizada por Cristo.

### Lema
O lema escolhido é Ecce Mater Tua (João 19:27).